# Francis Hauksbee
Francis Hauksbee (1660-1713), hay còn được gọi là Francis Hauksbee già để phân biệt với Francis Hauksbee trẻ là nhà khoa học người Anh. Đóng góp đáng kể nhất của ông đó chính là những đóng góp về điện.

## Nghiên cứuvề điện
Mặc dù là con người ít học, Francis Hauksbee là một người có năng khiếu bẩm sinh về khoa học, nhất là thiết kế và chế tạo thiết bị thí nghiệm. Điều đó mang lại không ít phát hiện quan trọng.
Ngay từ đầu thập niên 1700, Hauksbee tìm hiểu về ánh sáng khí áp, thứ hay xuất hiện khi người ta lắc khí áp kế. Trong hoàn cảnh nhiều người còn chưa hiểu bản chất của hiện tượng này là gì, ông có một liên tưởng rất quan trọng, đó chính là liên tưởng nó với điện. Ông cho rằng thứ lóe sáng đó được sinh ra bởi sự cọ xát của thủy ngân với thành trong của khí áp kế. Từ đó Hauksbee nghiên cứu xem có sự tương tự nào với các chất liệu nào khác không. Công việc này đã dẫn đến một kết quả, đó là sự cải tiến máy phát tĩnh điện của Otto von Guericke. Hauksbee đã chia sẻ là ông đã tạo ra ánh sáng trong ống thủy tinh đủ để đọc sách. Hauksbee còn có hình dung về các đường lực điện dù không hiểu bản chất. Tuy nhiên, ông hiểu sai về hiện tượng nhiễm điện hưởng ứng.

## Qua đời
Francis Hauksbee được chôn cất ở St Dunstan's-in-the-West, Luân Đôn vào ngày 29 tháng 4 năm 1713.